# Pinheiro
Pinheiro là một đô thị thuộc bang Maranhão, Brasil. Đô thị này có diện tích 1465,503 km², dân số năm 2007 là 73209 người, mật độ 49,95 người/km².